# Dodge (Dakota del Nord)
Dodge è un centro abitato (city) degli Stati Uniti d'America, situato nella Contea di Dunn nello Stato del Dakota del Nord. Nel censimento del 2000 la popolazione era di 125 abitanti. La città è stata fondata nel 1915.

## Geografia fisica
Secondo i rilevamenti dell'United States Census Bureau, la località di Dodge si estende su una superficie di 1,20 km², tutti occupati da terre.

## Popolazione
Secondo il censimento del 2000, a Dodge vivevano 125 persone, ed erano presenti 31 gruppi familiari. La densità di popolazione era di 103 ab./km². Nel territorio comunale si trovavano 73 unità edificate. Per quanto riguarda la composizione etnica degli abitanti, il 97,60% era bianco e il 2,40% era nativo. La popolazione di ogni razza ispanica corrispondeva all'1,60% degli abitanti.
Per quanto riguarda la suddivisione della popolazione in fasce d'età, il 32,0% era al di sotto dei 18, il 6,4% fra i 18 e i 24, il 21,6% fra i 25 e i 44, il 25,6% fra i 45 e i 64, mentre infine il 14,4% era al di sopra dei 65 anni di età. L'età media della popolazione era di 36 anni. Per ogni 100 donne residenti vivevano 108,3 maschi.